# Канал Су-Сент-Мэри
Су-Сент-Мэри (англ. Sault Ste. Marie Canal) — судоходный канал, национальный исторический памятник в Су-Сент-Мари, Онтарио. Является частью системы национальных парков, которая входит в Организацию парков Канады. Он включает в себя шлюз для обхода порогов на реке Сент-Мэрис.
Первый канал на этом участке был открыт в 1798 году, но был разрушен в 1814 году во время войны 1812 года. Последний построенный канал датируется 1895 годом и является частью судоходного маршрута от Атлантического океана до озера Верхнего, также на нём встречается два шлюза на стороне США. Одна из стен шлюза обрушилась в 1987 году, и канал был закрыт для движения.
В 1998 году наименьший по размерам шлюз вновь был открыт. Он подходит для небольших судов и в основном используется для прогулочных кораблей.

## История
Первый шлюз был построен в 1798 году Северо-Западной торговой компанией. 20 июля 1814 года американские войска уничтожили постройки Северо-Западной компании на северном берегу реки Сент-Мэрис. Поскольку американцы не смогли захватить форт Мишилимакино, британские войска сохранили контроль над каналом. Шлюз был разрушен в 1814 году в результате нападения войск США во время войны 1812 года.
В 1870 году Соединенные Штаты отказались от парохода Чирока, имея при себе разрешение полковника Гарнета Вулзли проходить через шлюзы в Су-Сент-Мари. Инцидент привел к строительству канадского канала Су-Сент-Мари, работы по строительству которого были завершены в 1895 году. Это событие теперь известно как Чирокский инцидент.
Окончательное строительство канала и шлюза было завершено в 1895 году. В то время это был самый большой шлюз и первый шлюз с электрическим приводом в мире. Длина канала составляет около 1,6 км (1 миля), а первоначально длина шлюза составляла 274 метра (899 футов) в длину и 18 метров (59 футов) в ширину.
9 июня 1909 года шлюзы были серьезно повреждены, когда судно Perry G. Walker, принадлежащее Gilchrist Transportation Co. из Кливленда, штат Огайо, врезалось в южный главный шлюз, заставив его раскрыться. В результате этого корабль был отброшен назад и понес два других корабля вниз по течению, один из которых вновь попал в шлюз, разбив его по диагонали надвое. Прилив воды через разрушенные шлюзы был остановлен активацией аварийной системы, позволяющей начинать ремонтные работы. Удивительно, но эта катастрофа не принесла человеческих жертв, а ремонт требовал всего 12 дней, и шлюз был вновь открыт 21 июня 1909 года.
Из-за разрушения стены в 1987 году исторический шлюз был закрыт на неопределенный срок. Новый шлюз, построенный в старом шлюзе, был открыт в 1998 году и имеет длину 77 метров (253 фута), ширину 15,4 метра (51 фут), глубину 13,5 метра (44 фута) и осадку 3 метра (9,8 фута). Канал используется для прогулочных и туристических катеров; основной транспортный трафик обслуживается американскими шлюзами.

## Наследие
Каналу был присвоен статус национального исторического места в 1987 году, сейчас он управляется Организацией парков Канады как подразделение системы национальных парков. Это позволяет осуществлять прогулочное катание на судах и совершать наземные прогулки. На площадке перед каналом есть несколько исторических зданий: административное здание, резиденция управляющего, бараки рабочих, электростанция и кузнечный цех, все они построены из красного песчаника, выкопанного во время строительства канала. Большая часть оригинальной техники, используемой для управления шлюзами, также остается на месте. Еще одна уникальная особенность канала — аварийная плотина, единственная сохранившаяся в своем роде и единственная, которая когда-либо использовалась в чрезвычайных ситуациях.
Экскурсии доступны только летом. Центр для посетителей открыт круглый год.
Экспедиция по Красной реке в 1870 году, национальное историческое событие, проходила неподалеку от будущего места строительства канала и была главной причиной его создания.

## Галерея
- Открытый шлюз вниз по течению
- Здание администрации (построено в 1895-1896 годах)
- Электростанция
- Дом управляющего
- Сувенирный магазин
- Аварийная распашная плотина с Международным мостом и Международным железнодорожным мостом из США на заднем плане
- Пруды с Brasenia schreberi вдоль моста Аттикамек
- Мост Аттикамек